# Ястшембники (Новотомиський повіт)
Ястшембники (пол. Jastrzębniki, нім. Eggendorf) — село в Польщі, у гміні Опалениця Новотомиського повіту Великопольського воєводства.
Населення — 314 осіб (2011).
У 1975-1998 роках село належало до Познанського воєводства.

## Демографія
Демографічна структура станом на 31 березня 2011 року:
|          | Загалом | Допрацездатний вік | Працездатний вік | Постпрацездатний вік |
| -------- | ------- | ------------------ | ---------------- | -------------------- |
| Чоловіки | 156     | 37                 | 101              | 18                   |
| Жінки    | 158     | 39                 | 86               | 33                   |
| Разом    | 314     | 76                 | 187              | 51                   |